# Anatolian rock
Anatolian rock (em turco: Anadolu Rock) é uma fusão do folk turco e do rock n' roll. Surgiu durante a metade dos anos de 1960, logo após grupos como The Beatles, The Rolling Stones, Led Zeppelin e outros se tornarem popular na Turquia. Exemplos deste estilo incluí músicos turcos como Cem Karaca, Barış Manço, Erkin Koray, Fikret Kızılok e Murat Ses junto de bandas como Moğollar, Kurtalan Ekspres, Mavi Işıklar, Apaşlar e Kardaşlar. Atualmente, Anatolian rock é o termo usado para descrever música derivada do tradicional folk turco e do rock.

## História e desenvolvimento
O movimento do Rock Turco acredita-se que começou nos anos 1950 com a chegada de The Shadows e se desenvolveu durante a próxima década (1960) com a popularidade grandes dos artistas de rock. Junto com a introdução destas bandas, a sociedade turca começou a sofrer uma mudança cultural significativa, incluindo o aumento dos partidos democráticos na região. Estes desenvolvimentos simultâneos auxiliaram o crescimento, desenvolvimento, e aumentar a popularidade do Anatolian rock.
De 1968 até 1975, o rock psicodélico se tornou extremamente popular na Turquia, notavelmente o trabalho do guitarrista Erkin Koray. As bandas de estilo mais progressivo ganharam popularidade, com antigos músicos como Cem Karaca (Safinaz, 1978) e Moğollar (Düm-tek) movendo para um estilo de Anatolian rock mais progressivo.

## Músicos e bandas relacionadas
Como outros gêneros de rock ganharam popularidade na Turquia, Anatolian rock também começou a ganhar diversidade. Na última década, existiu um aumento de bandas de rocks turcas como Mor ve Ötesi, Gece Yolcuları, Almora, Kurban, Kargo, Duman, Vega, Çilekeş, Redd, Makine, Gripin and maNga, a última banda (Manga) ganhou o prêmio de "Melhor Banda de Rock" em quase todas as pesquisas de 2005. As influências destas bandas vêm de um largo gêneros, desde o grounge até o heavy metal. Por isso, Anatolian rock refere-se a uma fusão de uma seleção enorme de sub-gêneros do rock junto com o tradicional folk turco ou até mesmo estilo de rock com letras em turco. Essa fusão cultural abriu caminho para o rock se desenvolver na Turquia.
Existe também cantores solo que ganharam sucesso como AYNA, Haluk Levent, Şebnem Ferah, Gültekin KAAN, Barış Akarsu, Ogün Sanlısoy, Demir Demirkan, Hayko Cepkin, Aslı Gökyokuş, Nev, Aylin Aslım, Emre Aydın, Özlem Tekin e Teoman. No final dos anos 1980, alguns grupos de metal se formaram na Turquia como Mezarkabul, Diken, Volvox e Dr. Skull.